# Copa das Confederações da CAF de 2016

A Copa das Confederações da CAF de 2016 foi a décima-terceira edição do torneio africano de clubes continental Copa das Confederações da CAF. O TP Mazembe da República Democrática do Congo, foi o campeão do torneio.

## Equipes Classificadas
| Associação                                                        | Equipe                                                            |
| Associações elegíveis para entrar com duas equipes (Ranking 1–12) | Associações elegíveis para entrar com duas equipes (Ranking 1–12) |
| ----------------------------------------------------------------- | ----------------------------------------------------------------- |
| Marrocos                                                          | - Kawkab - FUS Rabat                                              |
| Tunísia                                                           | - Stade Gabésien - Esperance                                      |
| Argélia                                                           | - CS Constantine - MC Oran                                        |
| Costa do Marfim                                                   | - Gagnoa - Africa Sports                                          |
| Egito                                                             | - ENPPI - Misr lel Makasa                                         |
| África do Sul                                                     | - Bidvest Wits - Ajax Cape Town                                   |
| Nigéria                                                           | - Akwa United - Nasarawa United                                   |
| República Democrática do Congo                                    | - Saint Eloi Lupopo - Don Bosco                                   |
| Camarões                                                          | - New Star - UMS de Loum                                          |
| Sudão                                                             | - Al-Ahly Shendi - Al Khartoum                                    |
| Mali                                                              | - USFAS Bamako - Bakaridjan                                       |
| República do Congo                                                | - Diables Noirs - Vita                                            |
| Associações elegíveis para entrar com uma equipes (Ranking 13–39) |                                                                   |
| Gana                                                              | - Medeama                                                         |
| Angola                                                            | - Sagrada Esperança                                               |
| Zâmbia                                                            | - Zanaco                                                          |
| Guiné                                                             | - Kaloum Stars                                                    |
| Ruanda                                                            | - Police                                                          |
| Gâmbia                                                            | - Wallidan                                                        |
| Seicheles                                                         | - Light Stars                                                     |
| Chade                                                             | - Renaissance                                                     |
| Zimbabwe                                                          | - Harare City                                                     |
| Etiópia                                                           | - Defence Force                                                   |
| Líbia                                                             | - Al Ittihad                                                      |
| Zanzibar                                                          | - JKU                                                             |
| Comores                                                           | - Fomboni                                                         |
| Uganda                                                            | - Villa                                                           |
| Botswana                                                          | - Gaborone United                                                 |
| Burquina Fasso                                                    | - Atlético Olympic                                                |
| Guiné Equatorial                                                  | - Deportivo Mongomo                                               |
| Níger                                                             | - SONIDEP                                                         |
| Quênia                                                            | - Bandari                                                         |
| Senegal                                                           | - Génération Foot                                                 |
| Madagáscar                                                        | - Adema                                                           |
| Burquina Fasso                                                    | - USFA                                                            |
| Sudão do Sul                                                      | - Atlabara                                                        |
| Moçambique                                                        | - Desportiva de Maputo                                            |
| Tanzânia                                                          | - Azam                                                            |
| Gabão                                                             | - Mounana                                                         |
| Libéria                                                           | - Barrack Young Controllers                                       |

## Rodadas de qualificação

### Fase pré-eliminatória
| Equipe 1          | Total               | Equipe 2          | 1.º jogo | 2.º jogo |
| ----------------- | ------------------- | ----------------- | -------- | -------- |
| Vita              | 1 - 1 (6-5 p)       | Akwa United       | 0 - 1    | 1 - 0    |
| Police            | 4 - 3               | Atlabara FC       | 3 - 1    | 1 - 2    |
| Sagrada Esperança | 3 - 2               | Ajax Cape Town    | 1 - 2    | 2 - 0    |
| Wallidan          | w.o.1               | MC Oran           | -        | -        |
| Gagnoa            | 2 - 0               | USFAS Bamako      | 2 - 0    | 0 - 0    |
| Kawkab            | 3 - 3 (5-4 p)       | Forces Armées     | 3 - 0    | 0 - 3    |
| Light Stars       | 0 - 9               | Bidvest Wits      | 0 - 3    | 0 - 6    |
| Renaissance       | 3 - 2               | New Star          | 1 - 0    | 2 - 2    |
| Harare City       | 6 - 3               | Adema             | 3 - 2    | 3 - 1    |
| Bakaridjan        | 2 - 2 (3-4 p)       | Stade Gabésien    | 1 - 1    | 1 - 1    |
| Nasarawa United   | 2 - 1               | Génération Foot   | 2 - 1    | 0 - 0    |
| Defence Force     | 1 - 6               | Misr El Makasa    | 1 - 3    | 0 - 3    |
| Saint Eloi Lupopo | 3 - 1               | Bandari           | 2 - 0    | 1 - 1    |
| Al Ittihad        | 5 - 4               | SONIDEP           | 4 - 1    | 1 - 3    |
| UMS de Loum       | 0 - 0 (2-4 p) w.o.2 | Deportivo Mongomo | 0 - 0    | 0 - 0    |
| Al Khartoum       | 0 - 2               | Villa             | 0 - 1    | 0 - 1    |
| JKU               | W/O                 | Gaborone United   | -        | -        |
| Fomboni           | 1 - 2               | Athlético Olympic | 1 - 0    | 0 - 2    |
| Diables Noirs     | 2 - 4               | Africa Sports     | 1 - 2    | 1 - 2    |

### Primeira pré-eliminatória
| Equipe 1           | Total     | Equipe 2          | 1.º jogo | 2.º jogo |
| ------------------ | --------- | ----------------- | -------- | -------- |
| Vita               | 1 - 0     | Police            | 0 - 0    | 1 - 0    |
| Sagrada Esperança  | 1 - 0     | Desportiva Maputo | 1 - 0    | 0 - 0    |
| MC Oran            | 4 - 2     | Gagnoa            | 2 - 0    | 2 - 2    |
| Kawkab             | 3 - 2     | BYC II            | 3 - 0    | 0- 2     |
| Bidvest Wits       | 3 - 7     | Azam              | 0 - 3    | 3 - 4    |
| Renaissance        | 0 - 7     | Esperance         | 0 - 2    | 0 - 5    |
| Harare City        | 2 - 5     | Zanaco            | 1 - 2    | 1 - 3    |
| Stade Gabésien     | 2 - 1     | Kaloum Star       | 2 - 1    | 0 - 0    |
| Nasarawa United    | 2 - 4     | CS Constantine    | 1 - 0    | 1 - 4    |
| Misr lel Makasa    | 3 - 2     | Don Bosco         | 3 - 1    | 0 - 1    |
| Saint Eloi Lupopo  | 2 - 2 g.f | Al-Ahly Shendi    | 2 - 1    | 0 - 1    |
| Al Ittihad Trípoli | 1 - 2     | Medeama           | 1 - 0    | 0 - 2    |
| UMS de Loum        | 2 - 3     | FUS Rabat         | 1 - 1    | 1 - 2    |
| Villa              | 5 - 0     | JKU               | 4 - 0    | 1 - 0    |
| Athlético Olympic  | 0 - 5     | Mounana           | 0 - 2    | 0 - 3    |
| Africa Sports      | 1 - 6     | ENPPI             | 0 - 2    | 1 - 4    |

### Segunda pré-eliminatória
| Equipe 1       | Total         | Equipe 2          | 1.º jogo | 2.º jogo |
| -------------- | ------------- | ----------------- | -------- | -------- |
| Vita           | 1 - 4         | Sagrada Esperança | 1 - 2    | 0 - 2    |
| MC Oran        | 0 - 1         | Kawkab            | 0 - 0    | 0 - 1    |
| Azam           | 2 - 4         | Esperance         | 2 - 1    | 0 - 3    |
| Zanaco         | 1 - 4         | Stade Gabésien    | 1 - 1    | 0 - 3    |
| CS Constantine | 2 - 3         | Misr Lel Makasa   | 1 - 0    | 1 - 3    |
| Al-Ahly Shendi | 0 - 2         | Medeama           | 0 - 0    | 0 - 2    |
| FUS Rabat      | 7 - 1         | Villa             | 7 - 0    | 0 - 1    |
| Mounana        | 2 - 2 (5-4 p) | ENPPI             | 2 - 0    | 0 - 2    |

## Play-Off
| MO Béjaïa   | Mazembe           | Etoile du Sahel | Stade Malien    |
| Al-Merreikh | Mamelodi Sundowns | Young Africans  | Al Ahly Tripoli |

| Equipe 1          | Total     | Equipe 2          | 1.º jogo | 2.º jogo |
| ----------------- | --------- | ----------------- | -------- | -------- |
| MO Béjaïa         | g.f 1 - 1 | Esperance         | 0 - 0    | 1 - 1    |
| Stade Malien      | 0 - 4     | FUS Rabat         | 0 - 0    | 0 - 4    |
| Etoile du Sahel   | 2 - 1     | Mounana           | 2 - 0    | 0 - 1    |
| Mazembe           | g.f 2 - 2 | Stade Gabésien    | 1 - 0    | 1 - 2    |
| Al Ahly Tripoli   | g.f 1 - 1 | Misr Lel Makasa   | 0 - 0    | 1 - 1    |
| Al-Merreikh       | 1 - 2     | Kawkab            | 1 - 0    | 0 - 2    |
| Young Africans    | 2 - 1     | Sagrada Esperança | 2 - 0    | 0 - 1    |
| Mamelodi Sundowns | 3 - 3 g.f | Medeama           | 3 - 1    | 0 - 2    |

## Fase de grupos
Grupo A
| Time           | J | V | E | D | GP | GC | SG | Pts |
| -------------- | - | - | - | - | -- | -- | -- | --- |
| Mazembe        | 6 | 4 | 1 | 1 | 10 | 5  | +5 | 13  |
| MO Béjaïa      | 6 | 2 | 2 | 2 | 2  | 2  | 0  | 8   |
| Medeama        | 6 | 2 | 2 | 2 | 8  | 8  | 0  | 8   |
| Young Africans | 6 | 1 | 1 | 4 | 4  | 9  | −5 | 4   |

|                | TPM | MOB | MED | YAN |
| -------------- | --- | --- | --- | --- |
| Mazembe        | —   | 1-0 | 3-1 | 3-1 |
| MO Béjaïa      | 0-0 | —   | 1-0 | 1-0 |
| Medeama        | 3-2 | 0-0 | —   | 3-1 |
| Young Africans | 0-1 | 1-0 | 1-1 | —   |

Grupo B
| Time            | J | V | E | D | GP | GC | SG | Pts |
| --------------- | - | - | - | - | -- | -- | -- | --- |
| FUS Rabat       | 6 | 3 | 3 | 0 | 9  | 4  | +5 | 12  |
| Etoile          | 6 | 3 | 2 | 1 | 9  | 4  | +5 | 11  |
| Kawkab          | 6 | 2 | 1 | 3 | 9  | 13 | −4 | 7   |
| Al Ahly Tripoli | 6 | 0 | 2 | 4 | 4  | 10 | −6 | 2   |

|                 | FUS | ESS | KAC | AHL |
| --------------- | --- | --- | --- | --- |
| FUS Rabat       | —   | 0-0 | 3-1 | 1-0 |
| Etoile          | 1-1 | —   | 3-1 | 3-0 |
| Kawkab          | 1-3 | 2-1 | —   | 2-2 |
| Al Ahly Tripoli | 1-1 | 0-1 | 1-2 | —   |

## Semifinais
| Equipe 1        | Total      | Equipe 2  | 1.º jogo | 2.º jogo |
| --------------- | ---------- | --------- | -------- | -------- |
| Etoile du Sahel | 1 - 1(g.f) | Mazembe   | 1-1      | 0-0      |
| MO Béjaïa       | 1 - 1(g.f) | FUS Rabat | 0-0      | 1-1      |

### Jogo de ida
| 17 de setembro de 2016 | Etoile du Sahel | 1 - 1 | Mazembe       | Stade Olympique de Sousse , Sousse |
|                        | 20' H. lahmar   |       | R. Assalé 52' |                                    |

| 18 de setembro de 2016 | MO Béjaïa | 0 - 0 | FUS Rabat | Maghrebi Unity Stadium , Bugia |
|                        |           |       |           |                                |

### Jogo de volta
| 25 de setembro de 2016 | Mazembe | 0 - 0 | Etoile du Sahel | Stade TP Mazembe , Lubumbashi |
|                        |         |       |                 |                               |

| 25 de setembro de 2016 | FUS Rabat     | 1 - 1 | MO Béjaïa  | Stade Belvédère , Rabat |
|                        | M. Nahiri 73' | [ 1 ] | 90'F.Rahal |                         |

## Finais
| 29 de Outubro de 2016 | MO Béjaïa | 1 - 1 | Mazembe               | Stade Mustapha Tchaker , Blida           |
|                       | Yaya 66'  |       | 43' (Pênalti) Bolinho | Público: 30,000 Árbitro: Bernard camille |

| 06 de novembro de 2016 | Mazembe                               | 4 - 1 | MO Béjaïa  | Stade TP Mazembe, Lubumbashi             |
|                        | Bokadi 7' Kalaba 44', 62' Bolinho 77' | [ 2 ] | 75' Khadir | Público: 18,000 Árbitro: Malang Diedhiou |

técnicos
- Hubert Velud (TPM)
- Nacer Sandjak (MOB)

### Agregado
| Equipe 1 | Resultado | Equipe 2  |
| -------- | --------- | --------- |
| Mazembe  | 5 - 2     | MO Béjaïa |

## Artilheiros
| Ranking | Nome                  | Time               | Gols |
| ------- | --------------------- | ------------------ | ---- |
| 1       | Rainford Kalaba       | TP Mazembe         | 7    |
| 2       | Jonathan Bolingi      | TP Mazembe         | 6    |
| 2       | Love                  | Sagrada Esperança  | 6    |
| 4       | Mohammad El Fakih     | Kawkab Marrakech   | 5    |
| 4       | Abass Mohammed        | Medeama            | 5    |
| 4       | Mohammed Nahiri       | FUS Rabat          | 5    |
| 7       | Abdelilah Amimi       | Kawkab Marrakech   | 4    |
| 7       | Abdessalam Benjelloun | FUS Rabat          | 4    |
| 7       | Ahmed Hosni           | Stade Gabèsien     | 4    |
| 10      | Ahmed Akaïchi         | Étoile du Sahel    | 3    |
| 10      | Amr Barakat           | Misr Lel Makkasa   | 3    |
| 10      | Mourad Batna          | FUS Rabat          | 3    |
| 10      | Hichem Essifi         | Stade Gabèsien     | 3    |
| 10      | Haythem Jouini        | Espérance de Tunis | 3    |
| 10      | Hamza Lahmar          | Étoile du Sahel    | 3    |
| 10      | Raphael Manuvire      | Harare City        | 3    |
| 10      | Iheb Msakni           | Étoile du Sahel    | 3    |
| 10      | Nana Poku             | Misr Lel Makkasa   | 3    |
| 10      | Kipré Tchetche        | Azam               | 3    |